# وردگرل
وردگرل (به انگلیسی: WordGirl) (تلطیف به‌صورت W✪RD GIRL) انیمیشن سریالی کودکانهٔ ابرقهرمانی آمریکایی می‌باشد که توسط گروهٔ انیمیشنی اسکلاستیک اینترتینمنت سوپ۲ناتز برای پی‌بی‌اس کیدز تهیه‌شده‌است. این سریال در ابتدا مجموعه ویدئوهای کوتاهی از یک مجموعه با نام ماجراهای شگفت‌انگیز فوق‌العاده زیاد وردگرل (به انگلیسی: The Amazing Colossal Adventures of WordGirl) می‌بود که در ۱۰ نوامبر سال ۲۰۰۶ توسط پی‌بی‌اس کیدز گو! به‌نمایش درمی‌آمد؛ معمولاْ در پایان قسمت‌های مایا و میگل، تا اینکه در نهایت تبدیل به یک اسپین‌آف با قسمت‌های ۳۰ دقیقه‌ای شد و از ۳ سپتامبر سال ۲۰۰۷ تا ۷ اوت سال ۲۰۱۵ در اکثر ایستگاه‌های تلویزیونی عضو پی‌بی‌اس پخش شد.